# Базеліче
Базеліче (італ. Baselice) — муніципалітет в Італії, у регіоні Кампанія, провінція Беневенто.
Базеліче розташоване на відстані близько 220 км на схід від Рима, 90 км на північний схід від Неаполя, 34 км на північний схід від Беневенто.
Населення — 2443 особи (2014).
Щорічний фестиваль відбувається 6 листопада . Покровитель — San Leonardo.

## Демографія
Населення за роками:

Станом на 1 січня 2023 року в муніципалітеті офіційно проживало 35 іноземців з 11 країн, серед них 18 громадян країн Євросоюзу та 1 громадянин України.

## Сусідні муніципалітети
- Кастельветере-ін-Валь-Форторе
- Колле-Санніта
- Фояно-ді-Валь-Форторе
- Сан-Бартоломео-ін-Гальдо
- Сан-Марко-дей-Кавоті